# Chaklasi
Chaklasi là một thành phố và khu đô thị của quận Kheda thuộc bang Gujarat, Ấn Độ.

## Địa lý
Chaklasi có vị trí 22°39′B 72°56′Đ / 22,65°B 72,93°Đ Nó có độ cao trung bình là 34 mét (111 foot).

## Nhân khẩu
Theo điều tra dân số năm 2001 của Ấn Độ, Chaklasi có dân số 36.041 người. Phái nam chiếm 52% tổng số dân và phái nữ chiếm 48%. Chaklasi có tỷ lệ 66% biết đọc biết viết, cao hơn tỷ lệ trung bình toàn quốc là 59,5%: tỷ lệ cho phái nam là 77%, và tỷ lệ cho phái nữ là 53%. Tại Chaklasi, 14% dân số nhỏ hơn 6 tuổi.